# Chiritopsis xiuningensis
Chiritopsis xiuningensis är en tvåhjärtbladig växtart som beskrevs av X.L. Liu och X.H. Guo. Chiritopsis xiuningensis ingår i släktet Chiritopsis och familjen Gesneriaceae. Inga underarter finns listade i Catalogue of Life.